# 新桥街道 (重庆市)
新桥街道，是中华人民共和国重庆市沙坪坝区下辖的一个乡镇级行政单位。

## 行政区划
新桥街道下辖以下地区：
新桥社区、凤鸣山社区、高滩岩社区、上桥社区和张家湾社区。